# Зейдбюрт
Зе́йдбюрт (нід. Zuidbuurt) — село у провінції Південна Голландія, Нідерланди. Підпорядковується муніципалітету Зутервауде. Розташований за 1 км на південь від головного міста муніципалітету, Зутервауде-Дорп.

## Історія та опис
До XX століття Зейдбюрт був невеликим присілком, на якому налічувалося близько 20 фермерських господарств, розташованих уздовж каналу Зейдбюртсе Ватерінг. У другій половині XIX століття тут було зведено римо-католицьку церкву Усікновення Голови Івана Хрестителя (сучасна будівля зведена у 1920–1904 роках). Пізніше при ній з'явився францисканський монастир, дитячий садок, школа для дівчат і невеликий католицький притулок для літніх людей.
Вздовж каналу Зейдбюртсе Ватерінг пролягає шлях Зейдбюртсевег; будинки з іншого берегу каналу сполучаються зі шляхом мостами. До 1963 року був забудований лише один бік шляху, а у 1960-1970-х роках присілок розрісся, тут з'явилися дві околиці — Зейдхоф (нід. Zuidhof), на захід від каналу, та Зоннегарде (нід. Zonnegaarde) на сході.
Зейдбюрт сполучається з містом Зутервауде-Дорп шляхом Зейдбюртсевег, із присілком Вейпорт — двома ґрунтовими дорогами. Шлях на Зутервауде-Дорп був прокладений у 1850-х роках і довгий час закінчувався глухим кутом, проте 1883 року був продовжений крізь польдери до села Стомпвейк.
На захід від Зейдбюрта лежать польдери Зветпольдер і Гроте-Бланкартпольдер, на схід — Хаасбрукпольдер.
Незважаючи на малі розміри, Зейдбюрт до 1 вересня 1998 року був центром великого деканату, що спершу підпорядковувалася Гарлемській дієцезії, а з 1956 року — Роттердамській.

## Релігійні споруди
Перша церква у Зейдбюрті з'явилася у XVI столітті, проте в ті часи у Європі починалася Реформація, протестанти захоплювали приміщення католицьких храмів, тому церква в Зейдбюрті була так званою «схованою церквою» (нід. schuilkerk) і розташовувалася осторонь житлової забудови. На додачу до цього, у Нідерландах до 1853 року було заборонено зводити римо-католицькі церкви у містах і селах. Зейдбюрт у ті часи був крихітним присілком, тому 1843 року тут було зведено вже не «приховану», а повноцінну церкву, яку у 1902–1904 роках замінила нова будівля у стилі неоготики. Авторами проекту були архітектори Ян Стейт і Йозеф Кейперс. 12 червня 1964 року церква згоріла, лишилася лише дзвіниця. Впродовж наступних кількох років архітектор П. Н. А. Сіпс (P.N.A. Sips) відбудував церкву, проте не у повній відповідності до оригіналу.
За церквою Усікновення Голови Івана Хрестителя розташований цвинтар, де, з-поміж інших служителів церкви, похований архіпресвітер Голландії, Зеландії та Західної Фрисландії Іоанн ван Баннінг (Joannis van Banning).
Навпроти церкви з 1881 року до кінця 1960-х років існував жіночий францисканський монастир.

## Пам'ятки історії та архітектури
У Зейдбюрті розташовані три пам'ятки, внесені до Державного реєстру пам'яток архітектури:
- ферма першої чверті XIX століття;
- ферма, зведена у XVII–XVIII століттях;
- вітряк Вестбрукмолен, зведений у 1900 році.

## Галерея

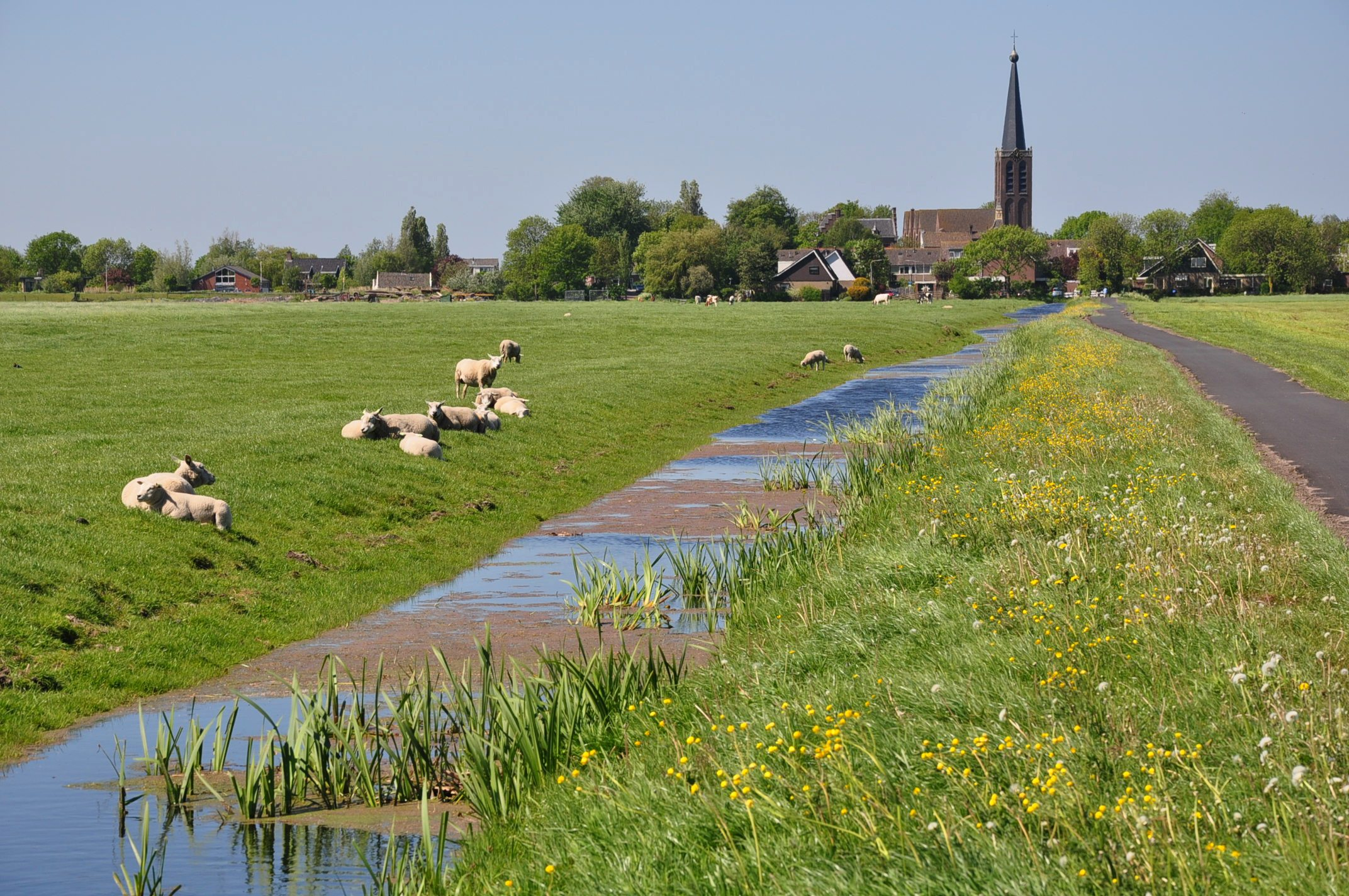
Вид на Зейдбюрт з боку Хаасбрукпольдера
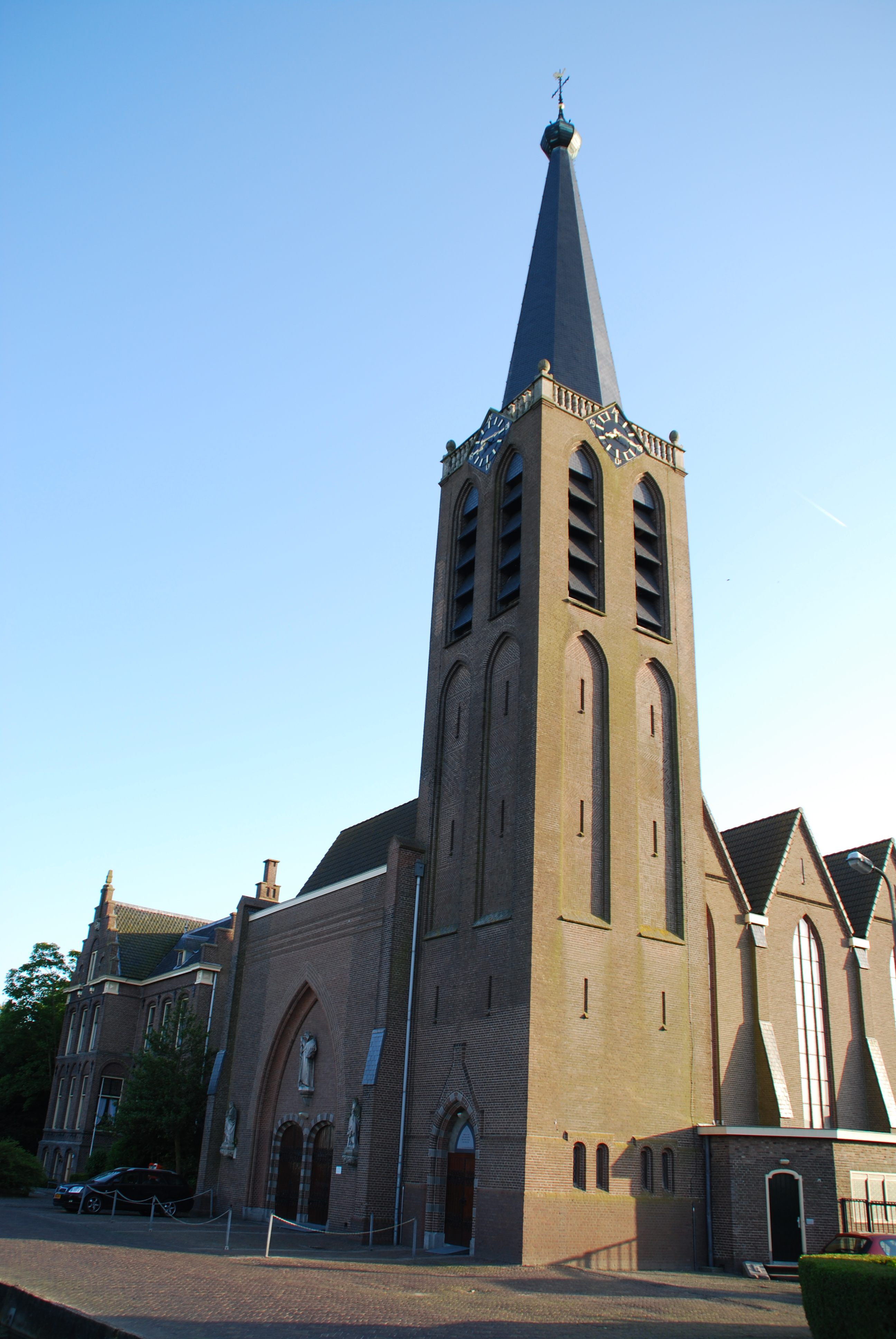
Церква Усікновення Голови Івана Хрестителя
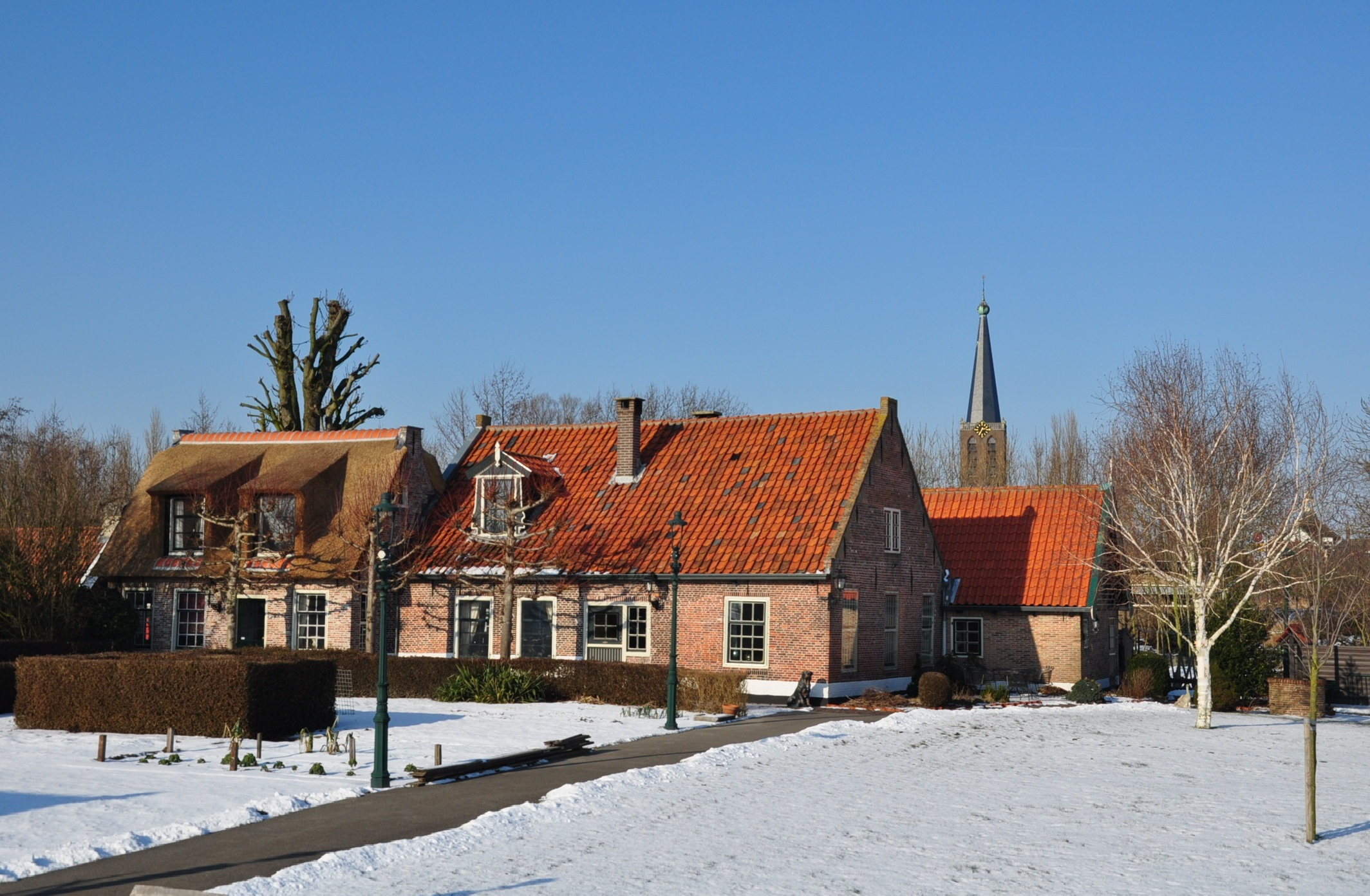
Старовинна ферма
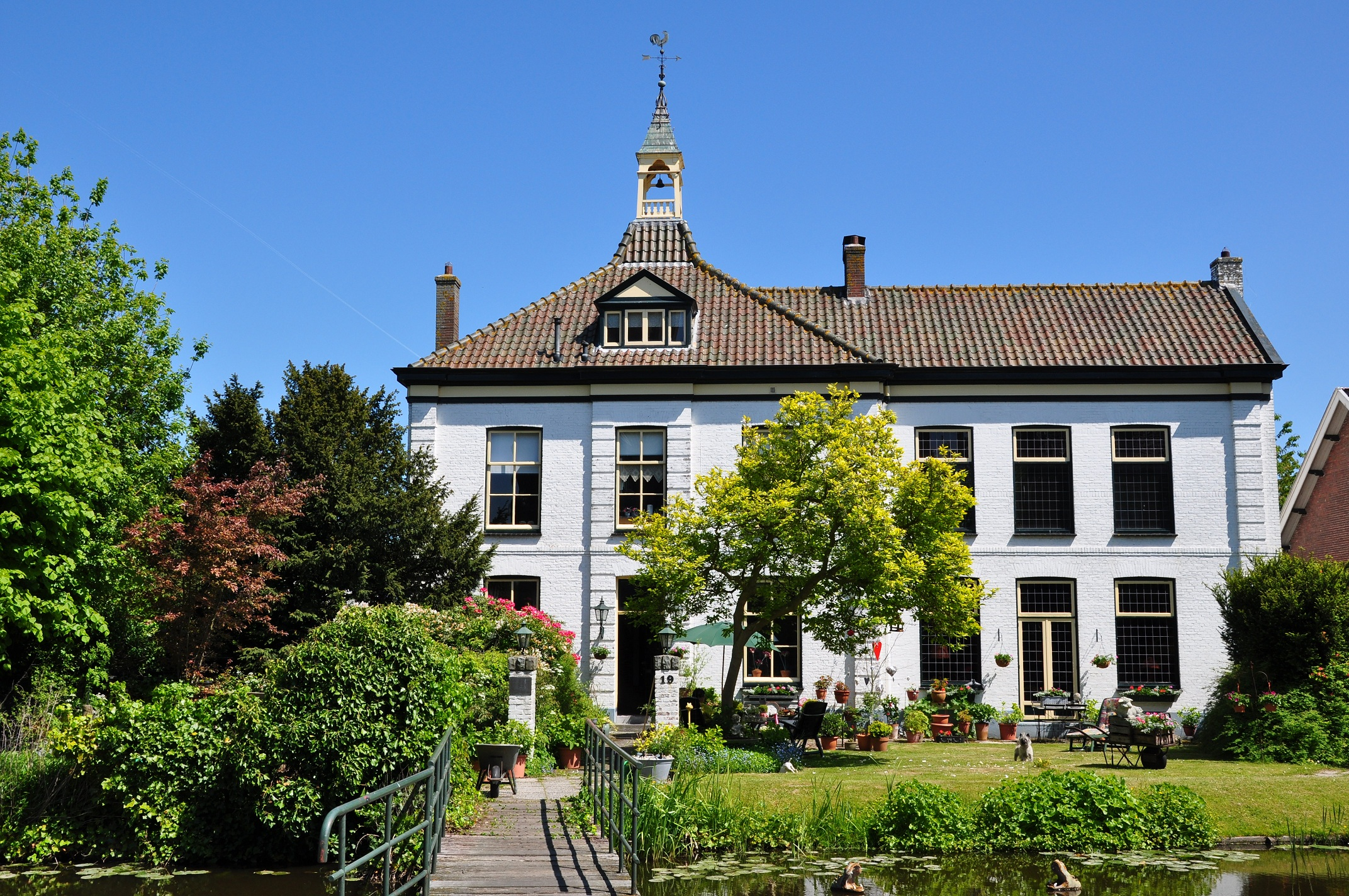
Будівля колишнього францисканського монастиря
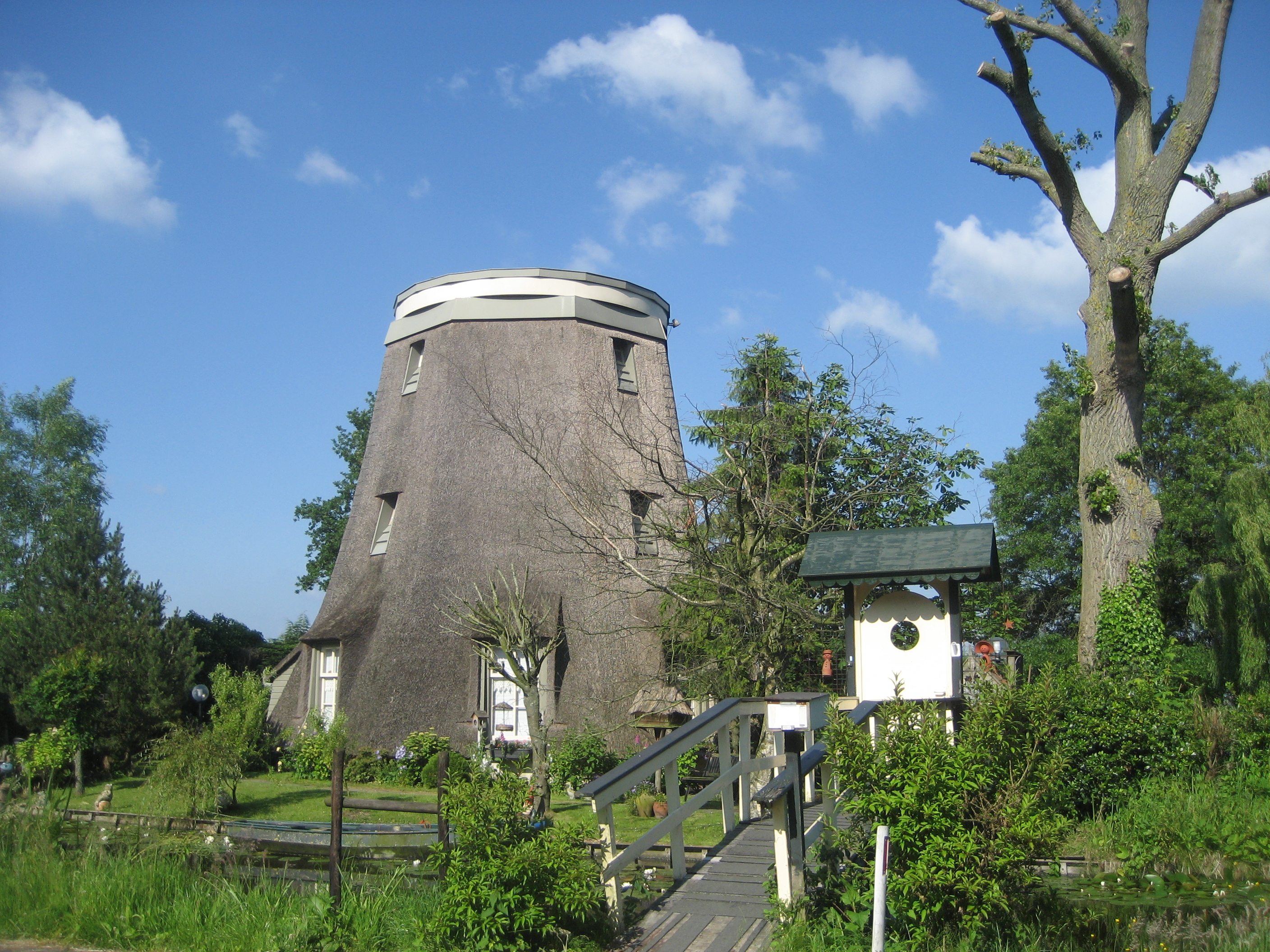
вітряк Вестбрукмолен